# West Salem (Ohio)
West Salem es una villa ubicada en el condado de Wayne en el estado estadounidense de Ohio. En el Censo de 2010 tenía una población de 1464 habitantes y una densidad poblacional de 518,11 personas por km².

## Geografía
West Salem se encuentra ubicada en las coordenadas 40°58′11″N 82°6′27″O / 40.96972, -82.10750. Según la Oficina del Censo de los Estados Unidos, West Salem tiene una superficie total de 2.83 km², de la cual 2.82 km² corresponden a tierra firme y (0.27%) 0.01 km² es agua.

## Demografía
Según el censo de 2010, había 1464 personas residiendo en West Salem. La densidad de población era de 518,11 hab./km². De los 1464 habitantes, West Salem estaba compuesto por el 97.81% blancos, el 0.07% eran afroamericanos, el 0.14% eran amerindios, el 0% eran asiáticos, el 0% eran isleños del Pacífico, el 1.02% eran de otras razas y el 0.96% pertenecían a dos o más razas. Del total de la población el 2.12% eran hispanos o latinos de cualquier raza.